# Tuklęcz
Tuklęcz – wieś w Polsce położona w województwie świętokrzyskim, w powiecie staszowskim, w gminie Rytwiany.
Wieś położona w powiecie sandomierskim województwa sandomierskiego wchodziła w 1662 roku w skład majętności rytwiańskiej Łukasza Opalińskiego. W latach 1975–1998 miejscowość administracyjnie należała do województwa tarnobrzeskiego.

## Dawne części wsi – obiekty fizjograficzne
W latach 70. XX wieku przyporządkowano i opracowano spis lokalnych części integralnych dla Tuklęczy zawarty w tabeli 1.

| Nazwa wsi – miasta     | Nazwy części wsi – miasta              | Nazwy obiektów fizjograficznych – charakter obiektu |
| ---------------------- | -------------------------------------- | --- |
| I. Gromada SICHÓW DUŻY |                                        | |
| 1. Tuklęcz             | 1. Gaj Święcicki 2. Pod Lasem 3. Wzory | 1. Błonie — pole 2. Kaczmarówka — pole, łąka 3. Kolonia — pole 4. Niwy — pole 5. Pałączek — pastwisko 6. Piachy — pole 7. Piaski — las, pole 8. Pod Górą — pole 9. Trzuskawnik — pole 10. Za Górą — pole 11. Za Pałączkiem — pole 12. Zastodole — pole |